# Mendicino
Pour les articles homonymes, voir Mendicino (homonymie).
Mendicino est une commune italienne de 8 955 habitants située dans la province de Cosenza, dans la région de Calabre.

## Géographie
Mendicino est une commune de la province de Cosenza, située à 475 mètres d'altitude (altitude mesurée à l'entrée du Palais municipal), au pied du monte Cocuzzo, non loin de la mer et à quelques kilomètres seulement du chef-lieu. Depuis Cosenza en direction du village, la récente expansion urbaine s’ouvre sur de vastes espaces verts : la route est bordée de nombreux oliviers, figuiers, chênes, vignobles et champs de blé entourés de petits sentiers herbeux longeant la chaussée, avec de rares fermes disséminées sur les collines.
En arrivant à Candelisi, on aperçoit au sud la première vue de l’ancien village, avec deux rangées escarpées de maisons. Le soleil se lève sur le belvédère, avancée d’une gorge fluviale qui culmine avec la tour de l’horloge, érigée sur une plaine venteuse parsemée d’oliviers. Sur la pente se trouve le quartier du « Castello », où de vieilles maisons s’appuient sur l’ancien mur d’enceinte qui les entoure, ainsi que sur une allée arborée reliant l’ancienne place de la cathédrale jusqu’à la petite église Santa Caterina.
L’autre côté de la route et de la place principale est bordé d’élégantes et grandes demeures datant de la fin du XIXe siècle : portails et escaliers en pierre, larges balcons, terrasses et grilles légères de style Renaissance. Le bourg grimpe sur la colline avec des maisons de plus en plus petites et serrées, des ruelles en escalier et des placettes animées, alternant arches, escaliers suspendus et fenêtres ornées de géraniums : c’est le noyau central de Mendicino.
Tout en haut, se dresse l’ancien Palazzo Campagna Del Gaudio, demeure noble de la fin du XVIIIe siècle, qui se détache sur une cour bordée de marronniers d’Inde, dans de délicates teintes de gris et de blanc, et dotée d’un élégant portique en pierre.
En remontant les virages étroits qui mènent au sanctuaire gothique de Santa Maria, la vue opposée est tout aussi splendide : à l’ouest, le village se fond dans les collines aux teintes jaunes et rosées, et en face, la cathédrale avec sa façade latérale percée de grandes fenêtres et son clocher, posée sur un énorme rocher couleur moutarde, refuge de pies.
Tout autour du centre de Mendicino, on découvre une mosaïque de quartiers perchés sur des rivières ou des crêtes rocheuses, de petites collines charmantes, et enfin la montagne, à la fois sauvage et enchanteresse, prisée des chasseurs de sangliers et des touristes du dimanche, en quête de paix et de paysages souriants qui s’étendent jusqu’à la Sicile.

## Territoire
Le territoire communal de Mendicino a une superficie de 35,68 km² et s’étend sur un profil altimétrique compris entre 250 mètres et 1 541 mètres (sommet du Monte Cocuzzo, qu’il partage avec la commune de Longobardi). Il confine à l’ouest avec la ligne de crête du Monte Cocuzzo, frontière naturelle entre les territoires de Fiumefreddo Bruzio, Longobardi et Belmonte Calabro au sud avec les territoires de Lago et Domanico, à l’est, le fleuve Caronte le sépare de Carolei, le Busento de Dipignano, et le Santomiele de Cosenza au nord, enfin, les torrents Janno et Campagnano le séparent respectivement de Cerisano et Castrolibero.

## Histoire
La première mention historique de la commune de Mendicino est probablement attribuable à Hécatée de Milet, logographe du VIe siècle av. J.-C., qui, en énumérant les cités énotriennes, cite Moenekine (Μοινεκίνη en grec ancien), nom originel du territoire de Mendicino, altéré au fil du temps.
L’histoire de la commune débute avec les grottes paléolithiques de Micino Vecchio, situées près du pont Alimena, sur la rive gauche du fleuve Caronte, à proximité de Sant'Agata dans le hameau de Laurata, également sur la rive gauche du Mericano, ainsi que les grottes situées près de la confluence des fleuves Arconte et Mericano. Elle se poursuit avec la découverte de nombreux vestiges de villages néolithiques disséminés sur les hauteurs rocheuses, jusqu’aux trouvailles archéologiques d’époque gréco-romaine à San Michele.
L’histoire continue et nous émerveille à travers la vision d’agglomérations caractéristiques et pittoresques remontant au Moyen Âge, des reconstructions du XIXe siècle de palais et d’églises, jusqu’aux nouveaux quartiers en pleine expansion.
La nature des lieux dans la commune se distingue par d’impressionnantes falaises rocheuses, des précipices étroits et touffus, des vallées verdoyantes et des collines luxuriantes, ainsi que des montagnes escarpées et sombres.
On raconte également que Alaric (le roi wisigoth) aurait caché son célèbre trésor d'Alaric dans les montagnes de Mendicino, ce qui a donné lieu à plusieurs études dans ces zones.
La toponymie encore intacte des fleuves Caronte, Arconte, Mericano et des hameaux comme Merenzata, Micino Vecchio, Pannosia, ainsi que les traditions et légendes encore vivantes dans les souvenirs des anciens du village, attestent d’un lien fort entre les lieux, les coutumes d’hier et celles d’aujourd’hui.

## Monuments et lieux d’intérêt

### Architectures religieuses
Église paroissiale Saint-Nicolas de Bari
Elle est située sur l’ancienne place du Duomo et se distingue par une façade en blocs de tuf, avec une tour campanile adjacente. Dans le même lieu se trouve la petite église de Saint-Sébastien.
Église Saint-Pierre
Construite sur les ruines d’un couvent dominicain, elle devient une destination touristique entre décembre et janvier grâce à la présence d’une crèche artistique, installée chaque année par des artisans locaux.
Sanctuaire de Sainte-Marie de l’Accueil
Façade en tuf. Le premier établissement chrétien sur le site où se trouve aujourd’hui le sanctuaire date d’environ le VIIe-VIIIe siècle après J.-C. À l’intérieur se trouve une statue en pierre représentant la Vierge de Schiavonea, récemment restaurée avec une iconographie moderne.
Église du Christ Sauveur
Construite récemment, c’est la plus grande et la plus importante de la communauté.

### Architectures civiles
Palais Del Gaudio, aujourd’hui Campagna
Situé dans l’ancien quartier Pilacco, il date de 1780. Construit avec des blocs de tuf taillés à la main par les tailleurs de pierre locaux, il fait actuellement l’objet d’un projet de restauration mené par l’administration communale.
Tour de l’horloge
Construite en 1907, elle se trouve dans l’ancien quartier du Château (Rione Castello), sur une colline dominant la ville, accessible par un escalier pittoresque de 132 marches taillées dans la roche.

## Société

### Évolution démographique

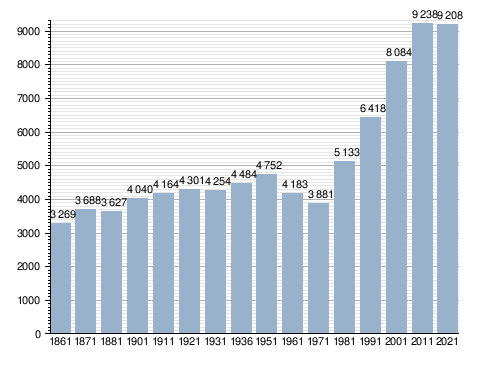

Habitants recensés

## Infrastructures et transports
En venant de l'autoroute, on sort à l’échangeur sud de Cosenza, on emprunte la Via P. Rossi, puis le Viale della Repubblica jusqu’à l’hôpital dell’Annunziata, au bout duquel on prend à droite la route provinciale n° 45 en direction de Cerisano et Mendicino. Après moins de deux kilomètres, on entre sur le territoire de Mendicino, site de l’ancienne cité de Pandosia, résidence des Énôtres.
En arrivant du sud par la S.S. 18, on longe la colline Pancrazio de Cosenza et on traverse le pont Mancini sur le Busento, puis on tourne à gauche pour prendre l’ancienne S.S. 278 en direction de Potame et Amantea : après environ cinq cents mètres, en longeant la rive gauche du Busento, on passe sous le viaduc autoroutier et on entre sur le territoire de Mendicino. On laisse à gauche la sortie pour Dipignano, et juste après, on prend à droite la route Acheruntia, qui, en longeant la rive gauche de la rivière Caronte, mène directement au centre historique après environ cinq kilomètres.
Après avoir franchi le pont Mancini, on peut également continuer vers l’hôpital, tourner à gauche et emprunter le premier itinéraire décrit.
Depuis Cosenza Sud, on atteint la Piazza della Riforma en montant vers le Crocefisso et en empruntant la route provinciale pour Cerisano et Mendicino ; depuis Cosenza Nord, en revanche, on part du quartier San Vito en prenant la petite route de Serra Spiga, qui rejoint la provinciale dans le hameau de Pirillo, entre Rosario et Pasquali.

## Administration
| Mandat                | Maire           | Date d'élection   | Prise de fonction | Résultat                                                                                    |
| --------------------- | --------------- | ----------------- | ----------------- | ------------------------------------------------------------------------------------------- |
| 2009–2014             | Ugo Piscitelli  | 7 juin 2009       | —                 | ≈ 43,3 % (la Repubblica)                                                                    |
| 2014–2019             | Ugo Piscitelli  | (sortant, réélu)  | —                 | —                                                                                           |
| 2019–2023 (démission) | Antonio Palermo | 26 mai 2019       | 28 mai 2019       | 49,7 % (elezioni.ilsole24ore.com, comuni-italiani.it)                                       |
| Commissaire préf.     | –               | Depuis sept. 2023 | —                 | suite à démission                                                                           |
| Depuis 2024           | Irma Bucarelli  | 8–9 juin 2024     | 11 juin 2024      | 43,8 % (Tuttitalia.it, amministrazionicomunali.it, corrieredellacalabria.it, Tuttitalia.it) |

### Attribution du titre de ville
Le 15 mars 2016, le décret du président de la République conférant à Mendicino le titre de ville a été remis au maire. La cérémonie officielle s’est tenue ensuite le 2 juin sur la place de la Mairie.

## Sport
L’équipe locale de football est la Polisportiva Mendicino 1969. L’équipement sportif principal est le stade communal Giovannino De Luca de Mendicino.

### Hameaux
Candelisi, Cappelli, Malaugello, Palagani, Pasquali (ou Santa Croce), Ponte di Carolei, Rizzuto, Rosario, San Bartolo, Santa Maria, Tivolille 

### Communes limitrophes
Belmonte Calabro, Carolei, Castrolibero, Cerisano, Cosenza, Dipignano, Domanico, Fiumefreddo Bruzio, Lago, Longobardi